# Oriolus isabellae
L'oriolo di Isabela (Oriolus isabellae Ogilvie-Grant, 1894) è un uccello della famiglia degli Oriolidi.

## Distribuzione e habitat
È endemico di Luzon, l'isola più grande delle Filippine.
La sua presenza è stata accertata solamente in tre località della Provincia di Bataan e in altre cinque del nord-est dell'isola. Nel 1961, nei pressi di San Mariano, sulla Sierra Madre, furono catturati undici esemplari nel corso di undici giorni: negli habitat idonei, quindi, sembrerebbe che la specie non sia così rara. Tuttavia, negli ultimi anni, nel nord-est dell'isola, nonostante il gran numero di spedizioni effettuate alla sua ricerca, la presenza della specie è stata registrata solamente in appena tre località (nella Provincia di Quirino, nella Provincia di Cagayan e, nel 2003-06, ad Ambabok e nei pressi di Dunoy, nella Provincia di Isabela). Nella Provincia di Bataan la specie non è più stata avvistata dal 1947 e una serie di sopralluoghi svolti nel 2006 nelle foreste incontaminate delle pendici orientali della Sierra Madre non ha riscontrato la presenza della specie.

## Conservazione
La specie ha un areale molto frammentato ed una popolazione relativamente esigua; per tali motivi è considerata dalla IUCN Red List in pericolo critico di estinzione (Critically Endangered).